# Draco sumatranus
Draco sumatranus — вид ящірок родини Агамові (Agamidae).

## Розповсюдження
Вид мешкає в Індонезії, Малайзії, Сінгапурі та на острові Палаван.

## Спосіб життя
Ящірка живе у деградованих лісах та міських парках. У первинних джунглях та густих вторинних лісах не зустрічається. Живиться дрібними комахами, переважно мурахами та термітами. Мешкає на деревах, лише самиця спускається на землю, щоб відкласти яйця у підстилку.